# Southtown
Southtown è una canzone dei P.O.D. È il primo brano che hanno pubblicato come singolo il 21 febbraio 2000, e fa parte del loro album d'esordio ufficiale, The Fundamental Elements of Southtown (1999).
Di questa canzone esiste anche una versione demo, inclusa nella lista tracce di The Warriors EP. Southtown si trova inoltre nella raccolta MTV The Return of the Rock, pubblicata nel 2000, e in Greatest Hits: The Atlantic Years.